# Hall Islands
Die Hall Islands (deutsch Hallinseln, auch Cook- oder Worthinseln) sind eine Inselgruppe von zwei Atollen im zentralen Pazifischen Ozean, gelegen im Archipel der Karolinen. 

## Geographie
Die Inseln gehören zum Bundesstaat Chuuk der Föderierten Staaten von Mikronesien. Die Inseln liegen im Norden des Staates in der nordwestlichen Inselregion Oksoritod, 82 km nördlich der zentralen Chuuk-Inseln. Sie werden von insgesamt 1913 Menschen bewohnt (Stand 2010).
Zu den Hall Islands gehören die Atolle Nomwin im Südwesten und Murilo im Nordosten, die nur elf Kilometer voneinander entfernt sind. Hauptinsel ist Nomwin Island im gleichnamigen Atoll, mit einer Bevölkerung von 763 Einwohnern (Volkszählung 2010). Die 37 km westlich von Nomwin gelegene Insel East Fayu gehört zwar verwaltungsmäßig zur Gemeinde Nomwin im Westen des gleichnamigen Atolls (einer der vier Gemeinden der Hall Islands) und somit zur Unterregion der Halls, wird aber im geographischen Sinn nicht mehr zu den Hall Islands gerechnet.
In geologischer Hinsicht sind die Atolle Nomwin und Murilo die über den Meeresspiegel ragenden Teile desselben Seamounts. Sie bilden also ein Doppelatoll.

## Geschichte
Die Inseln wurden 1824 durch den schottischen Seemann Basil Hall entdeckt. Als Teil der Karolinen wurden die Inseln im Deutsch-Spanischen Vertrag 1899 von den Spaniern an das Deutsche Reich verkauft und damit Teil von Deutsch-Neuguinea, wobei die Hallinseln Teil des Bezirks Ostkarolinen wurden. 1905 richtete ein Taifun auf den Atollen schwere Zerstörungen an. Am 13. Juni 1907 ging der deutsche Regierungsschoner Ponape bei den Hall Islands durch Strandung verloren.